# Castillo de Rupit
El Castillo de Rupit, que fue sucesor el siglo XI del de Fábregues, está situado en medio del pueblo de Rupit (Osona) en la provincia de Barcelona, sobre un peñasco de forma irregular detrás de la iglesia parroquial.

## Historia
En la reconstitución del condado de Osona empresa realizada por Wifredo el Velloso a finales del siglo IX creó un término extensísimo construido alrededor del castillo de Fàbregues, documentado el año 968. El abandono del castillo de Fàbregues comportó la división, a principios del siglo XI, del término castral en dos, el castillo de Rupit, con las parroquias de Rupit y Pruit y San Juan de Fábregues, y del otro el del castillo de Fornils con las parroquias de San Martín y Susqueda. El castillo de Rupit se documenta con su propio nombre por primera vez en 1040 en el testamento del obispo-vizconde Eribau de la casa de Osona-Cardona. El dominio eminente se constata en 1083; el vizconde Ramon Folc hizo testamento, publicado sacramentalmente en 1086, disponiendo que el castillo de Rupit pasara a su mujer Ermessenda y al hermano Folc y, si no, a los sobrinos. Continuaron los vizcondes de Cardona hasta que, en 1276, Ramon Folc V de Cardona dejó el señorío al hijo Bernat Amat que, a su vez, lo dejó a su hijo Ramón Amat. Después pasó a la hermana de éste, Sibila, casada con Ramon Roger II de Pallars.
El castillo de Rupit quedó en manos de los condes de Pallars hasta el año 1369. Gilabert VI de Cruïlles, casado con Constanza, hermana de Sibila, compra a su sobrino Huguet de Pallars el dominio de los términos de Rupit y Fornils. Perteneció a la familia Cruïlles que se entronca con los Vilademany primero, con los Perapertusa en 1619 y, hacia 1658, con el marqués de Risbourg, Benjamín de Bournonville. En 1681, el rey Carlos II de España concedió a Antonio de Bournonville el título de marqués de Rupit y los enlaces matrimoniales continuaron con los condes de Aranda y los duques de Híjar.
No se puede precisar la destrucción del castillo, que sobrevivió a la guerra civil catalana (1462-1472) con el rey Juan II de Aragón, si bien se perdió después cualquier noticia sobre el edificio.

## Los castellanos
No se encuentra documentación de ninguna familia de castellanos con continuidad clara. En 1286, aparece una mujer llamada Guillerma, viuda de Anglès de Rupit y su hijo Anglès, los cuales venden unas casas en Rupit; por el apellido se cree que eran los castellanos del castillo. Hasta el siglo XVI no hay nuevas noticias de la castellanía: Juan de Malart a su muerte cedió los derechos de la castellanía de Rupit, Onofre Olmera.

## Descripción

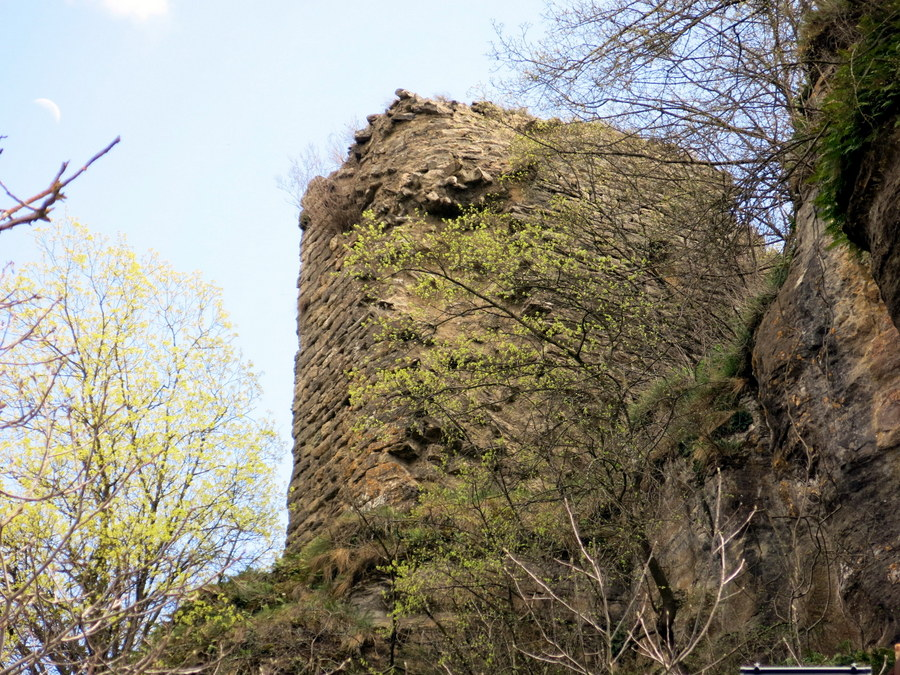
Castillo de Rupit.

El castillo de Rupit está situado sobre un peñasco de forma irregular que se encuentra en medio del pueblo. Las casas del pueblo se construyeron alrededor del castillo y actualmente hacen imposible el acceso al castillo. De este quedan algunas hiladas de muro hecho con piedra menuda pero regular. El perímetro del conjunto es de unos 300 m². Destaca un muro de unos 5 metros de ancho por 8 de altura y 2 de profundidad; este muro combina sillares de derecho y través y no tiene ninguna abertura. La base de esta pared se asienta sobre la roca y es visible un arco de descarga que reparte el peso de la construcción donde la roca sobresale más.
Se conservan también unos fragmentos de muro que posiblemente pertenecen a la muralla. Estos fragmentos bajan desde el castillo por el lado de levante y atraviesan el pueblo.
Forman parte del castillo todo lo que se conserve de las murallas de cierre (de los recintos soberano y jussà), torres, portales, fosos y otros elementos defensivos. Se conservan restos en altura variable de tramos de sus muros perimetrales e interiores en la parte superior de la colina. El resto de muros y estructuras se sitúan en el subsuelo tanto de la colina, como de las casas situadas en su parte inferior. Estas casas podrían integrar muros y estructuras del castillo, correspondientes a la muralla del recinto inferior.